# Aila
Aila（あいら、1月30日 - ）は、日本の歌手。
血液型A型。特技はジャズダンス。アクセサリー作り。
また、新体操、クラシックバレエ、ヒップホップ、またジャズダンス講師の経験を持つ。
2000年、準ミス渋谷公園通り受賞。現在はライブ、CMなど幅広く活躍中。
2002年、日韓合同ユニットasianheartsにてCDデビューする。
2003年、ソロ活動を開始。
2010年、アルバム「Ailove」を発売　完売。
2011年、シングル「Dear Friend」を発売　完売。
2013年、アルバム「Marbles」を発売。
2019年、シングル「RUNRUNRUN」を発売。
2020年、シングル「チイサナハナ」を発売。
2021年、シングル「キラキラ」を発売。
2025年、シングル「希望のヒカリ」を発売。

## 人物
高校生時、毎日ジャズダンスに通い、大きな舞台を何度も経験する。
小さな頃から歌手になる夢を公言し、ダンススタジオのボーカルユニットオーディションに合格。
名古屋祭りなどイベントに多数参加。
地元のオーディションで多数合格、更なる夢を追い、単身上京する。
日韓ユニットasian heartsで活動するも、メンバー脱退による解散にてソロに転向。
友情に厚く、優しい性格ながらハキハキ物を言うタイプである。
人を笑わせる事が好きと言うだけあって、ライブでのMCは爆笑が起こる事が多い。
MCと本番のギャップがものすごく、楽しめると評判である。
天然を装うが、実は気配り上手で空気を読んで発言、行動している事が多い。
永遠の18才と言い続けるものの、シンガー仲間からは姉さんと呼ばれる。
人に頼られることが多い。
無類の風呂好き　気が付くとお風呂にいる。
読書が好き　特にミステリーを好む。
面白いことが好きでギリギリを攻めるため、本人はいつも周りの反応を気にしている。

## 主な出演作品

### インターネットテレビ
- asobigocoro.net「シュプラッハカフェ」（2010年より全6話）

### CM
- ツカサ「ツカサのレンタルオフィス」（2008年）
- キリン「麒麟氷結生CMソング」（2010年）

### 音楽活動
ライブ活動　
都内近郊　ライブハウス　
川崎銀座街バスカーライブ
岐阜信長祭り　名古屋祭り　その他、企業のパーティなど。

### その他
川崎FM　木曜18時から「銀座街からつながる空、君に届け」番組パーソナリティー
BS　チアアップインディーズ　出演